# Bársonyos egyrétűtapló
A bársonyos egyrétűtapló (Trametes pubescens) az Agaricomycetes osztályának taplóalkatúak (Polyporales) rendjébe, ezen belül a likacsosgombafélék (Polyporaceae) családjába tartozó, Európában és Észak-Amerikában elterjedt, bársonyos felületű taplógombafaj.

## Megjelenése
A bársonyos egyrétűtapló termőtestje 3–8 cm hosszú, max. 5 cm széles és kevesebb mint 1 cm vastag, vékony, legyező formájú. A széle lapított. Gyakran előfordul, hogy több taplógomba nagy csoportban, tetőcserépszerűen egymás fölött nő. Felülete finoman bársonyos, matt, idővel lecsupaszodó, kissé sávosan zónás. Színe krémszínű, világos szürkésokker, megszáradva sárguló.
Húsa fehéres színű, viszonylag puha, kiszáradva könnyű, törékeny. Íze és szaga nem jellegezetes.
A vékony termőréteg a termőtest alján található, színe fehéres, krémszínű, pórusai szűkek (3-4 db/mm) kerekdedek - szögletesek.
Spórapora fehér. Spórái hosszúkásak, hengeresek vagy kissé görbült kolbászka alakúak, méretük 5-7 x 1,5-2,5 μm.

### Hasonló fajok
A sörtés felszínű borostás egyrétűtaplóval lehet összetéveszteni.

## Elterjedése és termőhelye
Európában és Észak-Amerikában honos. Magyarországon ritka.
Elsősorban hegyvidéki erdőkben található meg, éger, nyír, bükk elhaló, korhadó törzsén él. A faanyagban fehérkorhadást okoz. Az új termőtestek július-október között jelennek meg, amelyek áttelelnek a következő évig.

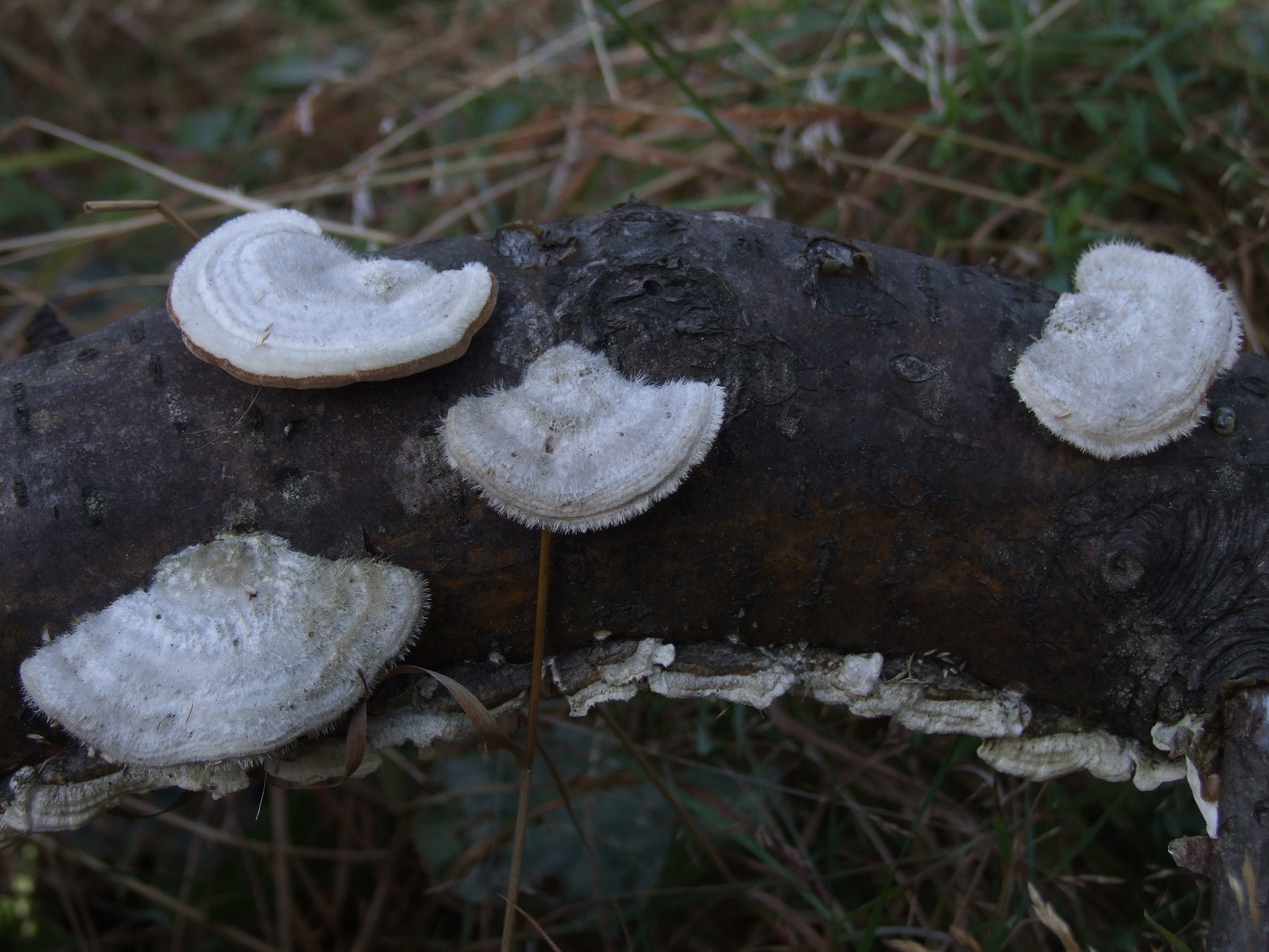
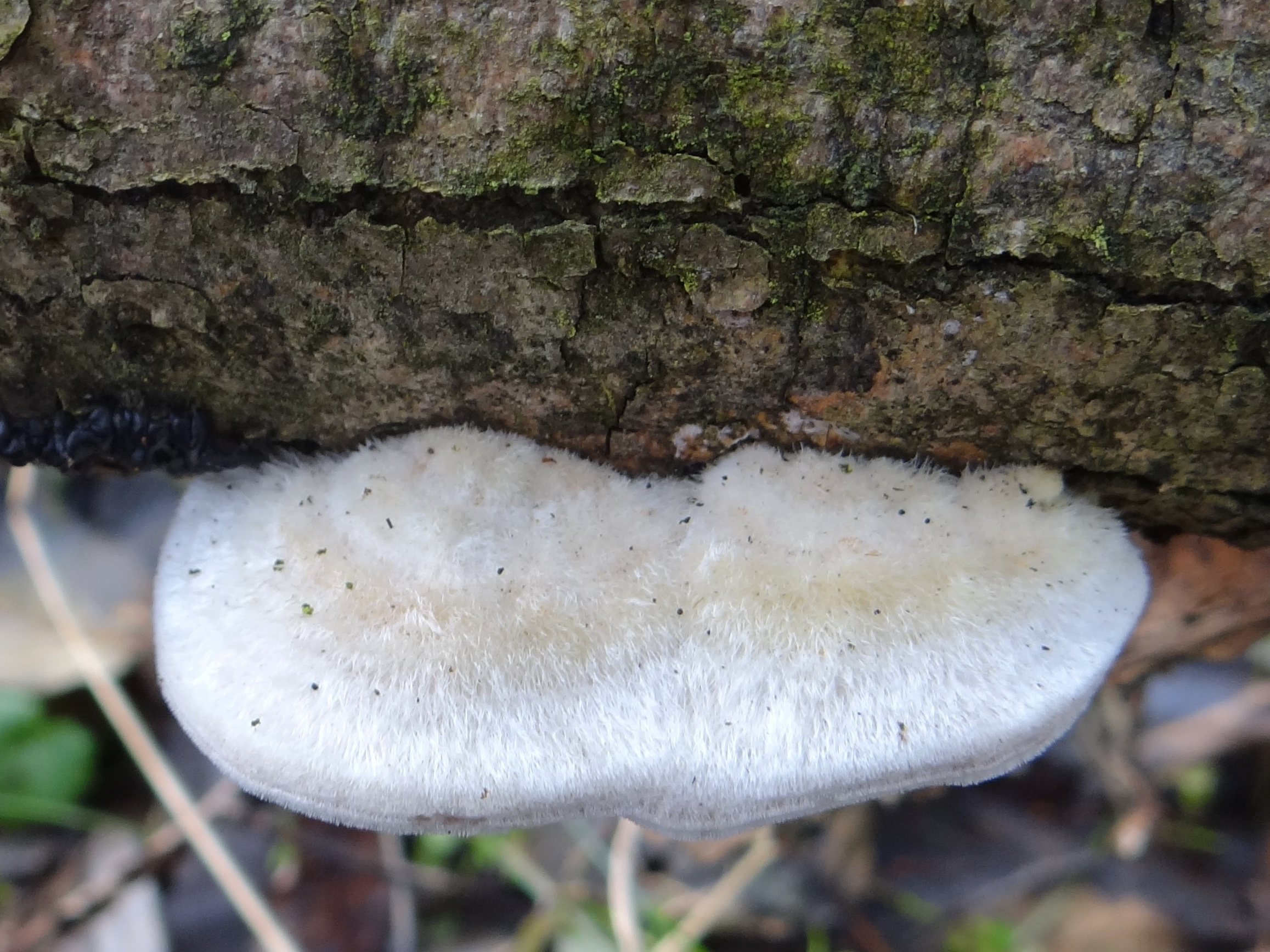
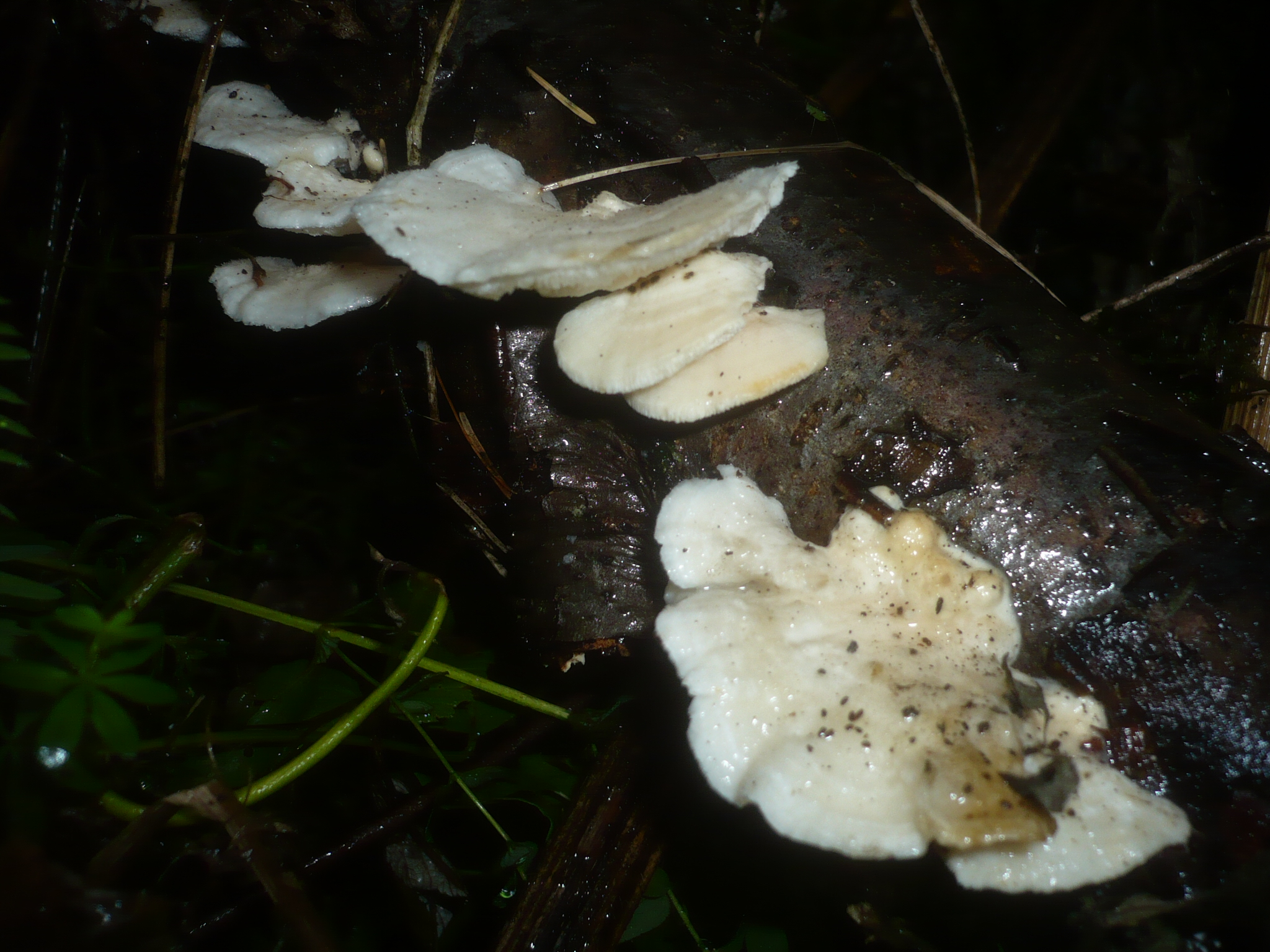
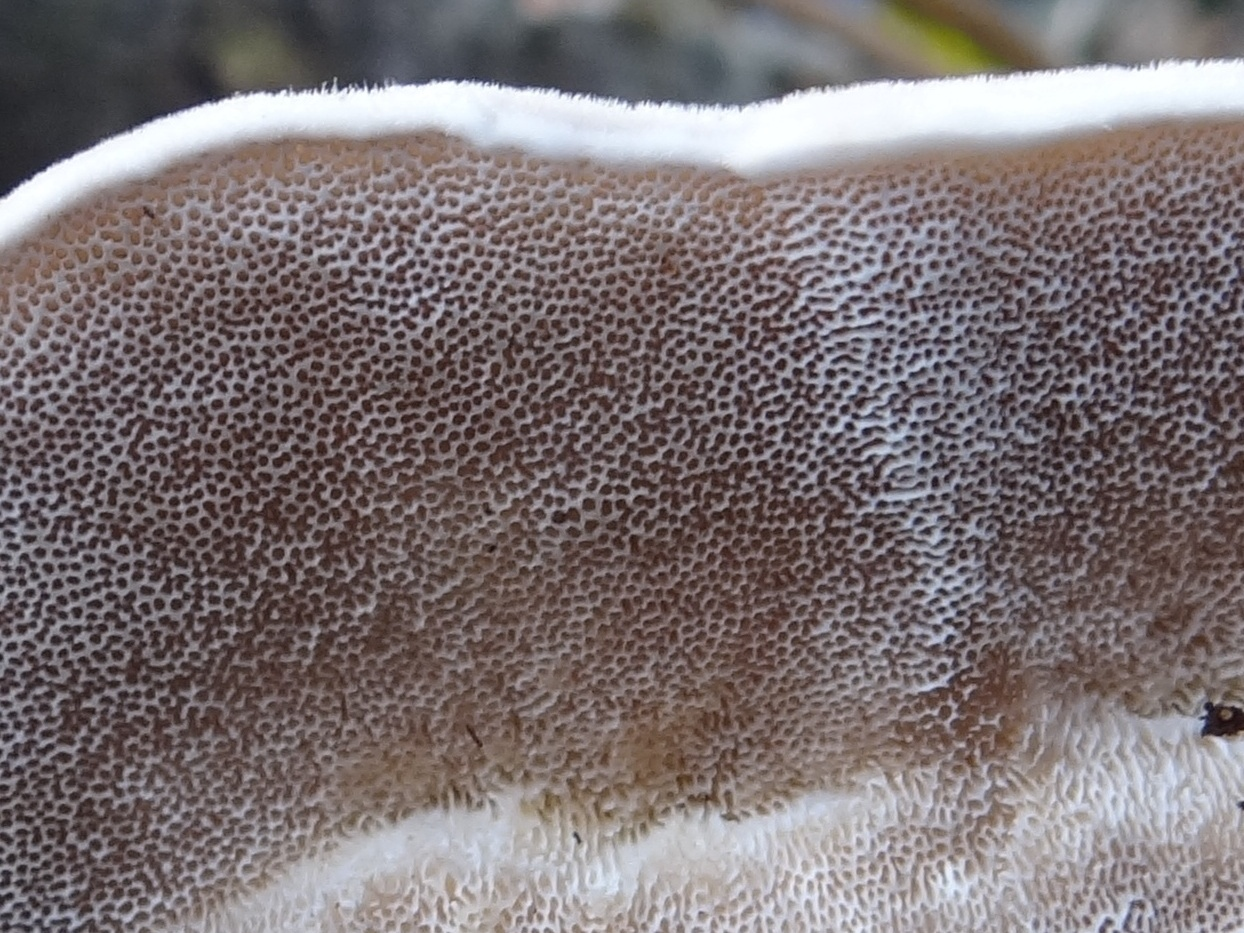

Nem ehető.